# Quelli dell'intervallo
Quelli dell'intervallo es una sitcom italiana, producida por Disney Channel Italia. El espectáculo se centra en niños ya que charlan y entran en situaciones típicas en la adolescencia. El escenario de estas situaciones es en la ventana de su escuela.
Tras el éxito de Disney con el espectáculo, la idea se ha replicado a lo largo de Europa continental y eventualmente Asia, Australia y los Estados Unidos. En total, nueve distintos espectáculos han trompo de Quelli dell'intervallo.
El show terminó finalmente en 2009 poner fin a la serie con Quelli dell'intervallo - In Vacanza. El show terminó con la escuela de acabado de niños van a la escuela secundaria.

## Personajes
- Annina Tinelli interpretado por Andrea Leoni.
- DJ interpretado por Diana Chihade.
- Dred interpretado por Mattia Rovatti.
- Mafalda interpretado por Ambra Lo Faro.
- Nico interpretado por Romolo Guerreri.
- Secchia interpretado por Marc Tainon.
- Smilzo interpretado por Alessandro Vivian.
- Tinelli interpretado por Matteo Leoni.
- Valentina interpretado por Giulia Boverio.
- Bella interpretado por Clara Tarozzo.
- Jaky interpretado por Jacopo Sarno.
- Rudy interpretado por Valentina Ghelfi.
- Spiffy interpretado por Edoardo Baietti.
- Tommy interpretado por Giulio Rubinelli.

## Versiones internacionales
La serie tiene varias versiones internacionales, todas producidas por Disney Channel localmente.
- En Estados Unidos se transmite una producción local, llamada As the Bell Rings (Estados Unidos), la cual es la misma que se transmite en Hispanoamérica, con doblaje local y bajo el nombre Mientras Toca la Campana.
- En España es una producción local de Disney Channel, y se llama Cambio de Clase, protagonizada por Andrea Guasch, entre otros. En el Capítulo Español "Como por arte de Música" Cuando cantan la segunda canción hay un cartel de Camp Rock.
- La producción italiana se llama Quelli dell'intervallo, se transmite en Disney Channel (Italia) y es, de todas las series, la más avanzada, con cuatro temporadas. Fue la primera en rodarse, de hecho todas las demás son adaptaciones de esta. Se han hecho largometrajes basados en los personajes de la serie.
- Se produce también en Francia, Trop la classe !, protagonizada por Manon Azem, entre otros. Transmitida por Disney Channel (Francia).
- En Alemania, Disneys Kurze Pause, protagonizada por Isabella Soric y Benjamin Trinks, entre otros. Transmitida por Disney Channel (Alemania).
- En Reino Unido lleva el mismo nombre que la versión estadounidense, As the Bell Rings (Reino Unido), protagonizada por Gregg Sulkin, Sydney Rae White y Brad Kavanagh, entre otros. Transmitido por Disney Channel (Reino Unido).
- En Singapur lleva el mismo nombre que la versión estadounidense, As the Bell Rings (Singapur), transmitido por Disney Channel (Asia).
- En Australia lleva el mismo nombre que la versión estadounidense, As the Bell Rings (Australia), transmitido por Disney Channel (Australia).
- En el debut de Brasil en 2009 con la versión nacional denominada Quando Toca o Sino, protagonizado por los finalistas de la High School Musical: A Seleção y transmitida por Disney Channel (Brasil).
- En Rusia, As the Bell Rings (Rusia) (ПРИКОЛЫ НА ПЕРЕМЕНКЕ, en ruso), antes se emitía por Jetix (Rusia), ahora por Disney Channel (Rusia).
- En Latinoamérica, la versión es denominada como Cuando toca la campana, transmitido por Disney Channel (Latinoamérica).